# Class 376
Pour les articles homonymes, voir Class.
La Class 376 (Suburban Electrostar) est un type d'automotrice électrique fabriquée par Bombardier dans ses usines de Derby. Elle fait partie de la famille Electrostar de Bombardier, qui représente la majorité des automotrices mises en service depuis la privatisation de British Rail.
Les rames ont été commandées par Connex South Eastern, et mises en service en 2004/2005 par la South Eastern Railway, pour remplacer les Class 465 et Class 466.

## Conception
Cette automotrice est dérivée de la Class 375 Electrostar, conçue spécialement pour les lignes extrêmement fréquentées de Central London à tout le sud-ouest de Londres.
Les modifications portent essentiellement sur l'augmentation de la capacité voyageur, et la réduction des temps d'arrêt en station. Dans ce but, les portes de la Class 376 ont été élargies pour permettre à un plus grand nombre de passagers de monter ou descendre dans le même temps; de même, elles sont à l'image des portes de métro, coulissantes, plus rapide et plus fiables que les portes louvoyantes des Class 375, en contrepartie de quoi elles n'assurent pas une parfaite continuité aérodynamique de la caisse, et n'offrent pas la même isolation thermique.
Les voitures ont deux accès par côté. 
L'air climatisé n'a pas été installé, remplacé par des fenêtres ouvrantes pour la ventilation.
Enfin, afin de permettre une plus grande capacité de passagers (debout), la rame offre moins de places assises (mais plus de barres pour se tenir), et ne dispose plus de toilettes (la South Eastern promettant de fournir davantage de commodités dans ses stations en contrepartie), limitant en conséquence le temps maximal par trajet à 57 min.
Les rames de la Class 376 sont composées de 5 voitures, et contrairement à la Class 375, elles possèdent des cabines de conduite sur toute la largeur de chaque extrémité, plutôt qu'un système d'intercirculation, empêchant de ce fait de passer d'une rame à une autre lorsqu'elles sont couplées.
L'avant est arrondi et dépourvu d'aspérités, barres ou marche-pieds pour éviter la mode du "train surfing".
Comme tous les nouveaux trains au Royaume-Uni utilisant une alimentation par troisième rail, une voiture de chaque rame possède un emplacement spécial en toiture, où un pantographe pourrait être placé, dans l'hypothèse d'une conversion du réseau à une alimentation par caténaire.
Bien que ces rames fonctionnent uniquement en courant continu, cette classe de matériel est numérotée en 3xx, nomenclature normalement réservée au matériel à courant monophasé ou bicourant.  
Enfin, dans le cadre de la "Route Utilisation Strategy" des chemins de fer du Kent, il va être nécessaire de reconfigurer ces rames, afin qu'elles correspondent à la nouvelle organisation du réseau configuré pour des rames de 12 voitures.

## Dessertes
La Class 376 opère sur les lignes très chargées du Sud-Est de Londres et du Kent, étant principalement utilisées sur les lignes Londres-Dartford et Londres-Hayes.

## Maintenance
Toutes les rames de la Class 376 sont normalement affectées à Slade Green, mais les ateliers étant surchargés, elles sont maintenant entretenues à Ramsgate.

## Composition du matériel
| Classe    | Exploitant   | Nb. rames construites | Année de construction | Voitures | Rames n°        |
| --------- | ------------ | --------------------- | --------------------- | -------- | --------------- |
| Class 376 | Southeastern | 36                    | 2004-05               | 5        | 376001 - 376036 |